# Kata Bartsch
Pour les articles homonymes, voir Bartsch.
Kata Bartsch, née le 22 novembre 1979, est une actrice hongroise de cinéma et de télévision.

## Filmographie
- 2001 : Fekete-fehér, igen-nem (court métrage)
- 2002 : Kulcslyukon surranó szerelem (court métrage) : Jean
- 2002 : The Bridgeman
- 2002 : Wake Up, Mate, Don't You Sleep
- 2004 : Playing God (court métrage) : la blonde n°1
- 2004 : A mohácsi vész
- 2005 : Black Brush : Szektás lány
- 2006 : De kik azok a Lumnitzer növérek?
- 2006 : 2005 káosz
- 2006 : Mansfeld (hu)
- 2007 : Lora : Edit
- 2007 : Noah's Ark : Sikéné
- 2008 : Chameleon : Kitty
- 2008 : The Café (série télévisée) : Fiatal nõ
- 2008 : Valami Amerika 2 : la réceptionniste
- 2009 : November (court métrage) : Szilvi
- 2009 : Logbook '89-09' (série télévisée) : Edit
- 2009 : Poligamy (hu) : Lilla 5
- 2010 : Nulladik találkozás (court métrage) : l'assistante
- 2010 : So Much for Justice!
- 2010 : Run to Ground : Alma
- 2011 : Nyár utca, nem megy tovább (téléfilm)
- 2010-2011 : The Curse (série télévisée) : Márta
- 2012 : Munkaügyek (série télévisée) : Erika
- 2012 : Berberian Sound Studio
- 2013 : The painter from Edelény (court métrage) : Ágnes
- 2013 : Berosált a rezesbanda (téléfilm) : la femme du maire
- 2014 : Couch Surf : Emma
- 2014 : Houdini (mini-série) : la nurse
- 2014 : The Duke of Burgundy : Dr. Lurida
- 2014 : Magyarország, szeretlek! (série télévisée)
- 2014 : Parkoló : Eszter
- 2015 : Liza, the Fox-Fairy (en) : Kriszta
- 2015 : Egynyári kaland (série télévisée)
- 2014-2015 : Fapad (hu) (mini-série) : Kõvágó Kinga
- 2015 : Anyám és más futóbolondok a családból : Dugó
- 2015 : The Leaving (court métrage) : la nurse